# 요시무라 요루
요시무라 요루(일본어: 吉村 夜)는 일본의 남성 소설가이다. 인터넷에서의 펜 네임은 요루나미({{ja-y|夜波|よるなみ). 포프라 샤의 아동 문학 작품이나 후지미 쇼보 등지에서 라이트 노벨 작품을 집필하고 있다.
1998년에 《메르티의 冒険》(포프라 샤) 로 데뷔. 1999년 후지미 쇼보 주관 제 11회 판타지아 대상에서 《마어전기》가 입선작에 들었으며 제 7회 류오배에 〈궁극초수 바무스타 외전〉에 참가했다. 2010년 2월, 슈에이샤 슈퍼 대쉬 문고를 통해 《아스카 麻雀餓狼伝》를 연재하고 있다.